# Rupert Murdoch

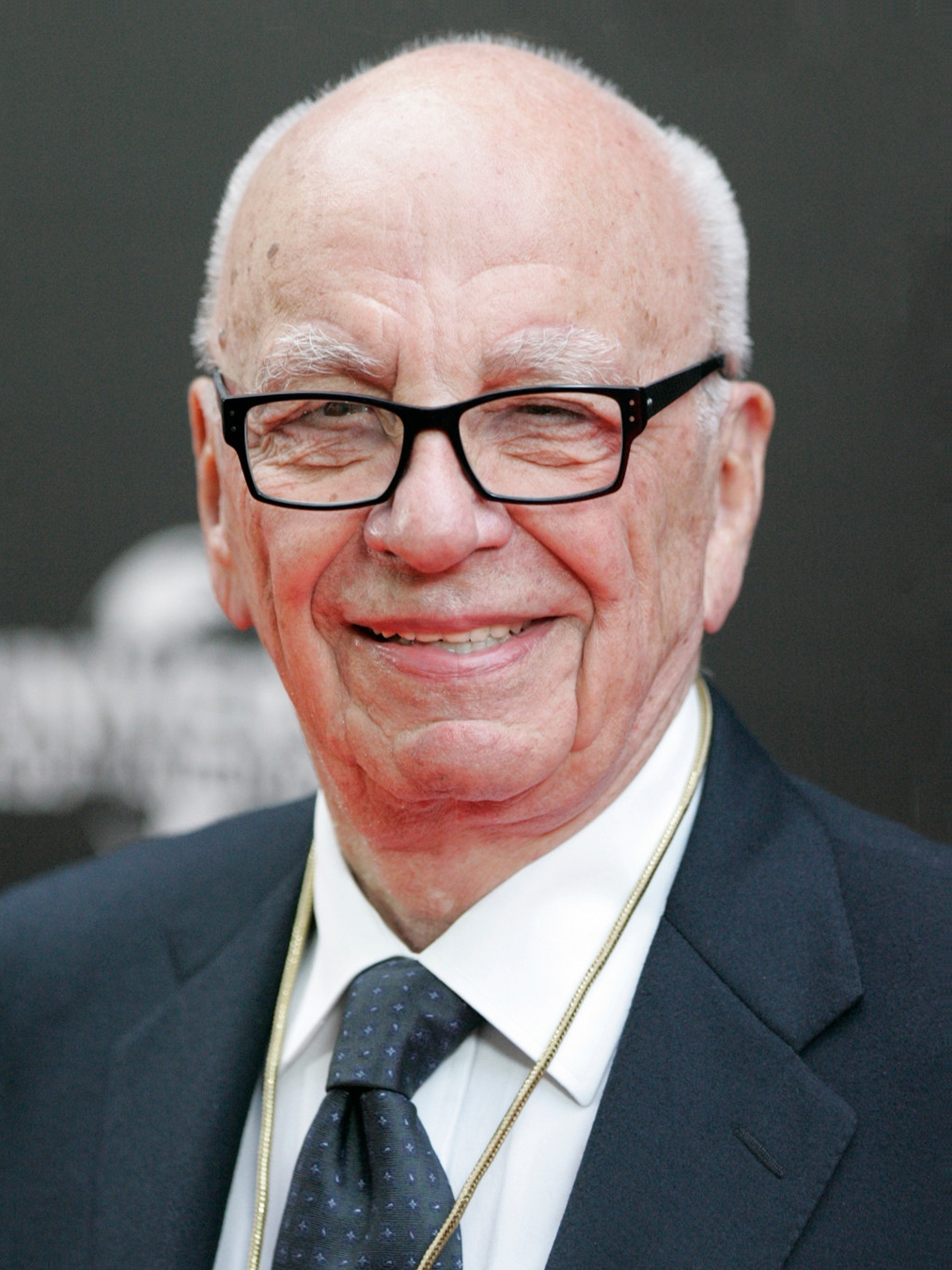
Rupert Murdoch (2012)

Keith Rupert Murdoch (* 11. März 1931 in Melbourne, Victoria, Australien) ist ein US-amerikanischer Medienunternehmer australischer Herkunft. Er war Gründer, Vorsitzender und CEO der News Corporation und bis zu seinem Rücktritt im September 2023 Executive Chairman der News Corp und der Fox Corporation.
Nach der Übernahme zweier Zeitungen in Adelaide von seinem Vater kaufte und gründete Murdoch weitere Publikationen in Australien, um dann seine Marktpräsenz auf Großbritannien, die USA und einige asiatische Märkte auszuweiten. Murdochs erste andauernde Investition in den Fernsehmarkt tätigte er in Großbritannien 1989 mit der Übernahme von Sky Channel. Während der 2000er Jahre baute er seinen Einflussbereich im Satellitenfernsehen, in der Filmindustrie und im Internet aus.
Es wurde 2006 geschätzt, dass zirka 2 Prozent der global vertriebenen Medien unter seinem Einfluss stehen. Murdoch befand sich 2006 auf dem 4. Platz in der Rangliste der kommerziell erfolgreichsten Medienunternehmer der Liste des Forbes Magazine.
Im September 2023 gab Murdoch bekannt, dass er als Vorsitzender von Fox Corp. und News Corp. zurücktreten werde.

## Leben

### Kindheit und früher Werdegang
Der Enkel des Theologen Patrick John Murdoch und Sohn von Keith und Elisabeth Murdoch sr., geb. Greene, besuchte das Internat Geelong Grammar School in Australien und studierte anschließend am Worcester College an der Universität von Oxford in England den Studiengang Philosophy, Politics and Economics. Während dieser Zeit war Murdoch ein Anhänger der britischen Labour Party. Nach dem plötzlichen Tod seines Vaters kehrte der 22-Jährige nach Australien zurück und übernahm die Führung im väterlichen Medienunternehmen, das damals aus zwei Zeitungen in Adelaide (unter anderem The News) und einem Radiosender bestand.

### Erweiterung der News Corporation
Murdoch weitete seine Marktpräsenz schnell über sein Heimatland aus. 1955 kaufte er die Sunday Times und machte aus ihr eine erfolgreiche Boulevardzeitung. Während der nächsten Jahre konnte Murdoch weitere, vor allem regionale Zeitungen, Magazine und Fernsehstationen erwerben. Sein erster Vorstoß außerhalb Australiens war der Kauf der neuseeländischen Tageszeitung The Dominion 1964. Später im selben Jahr gründete Murdoch die erste australische Zeitung mit nationaler Verbreitung, den Australian. Nachdem er seinen Anteil am australischen Markt erhöht hatte, lenkte Murdoch sein Augenmerk auf Großbritannien. Sein bis 1968 größter Kauf war die News of the World, das sonntäglich erscheinende Boulevardblatt mit der größten Verbreitung. Später folgten andere Zeitungen mit großer Verbreitung wie The Sun und die Times. Die News Corporation ist ein weltweit agierender Medienkonzern, der zahlreiche Beteiligungen an Film- und Fernsehunternehmen, Zeitungs- und Buchverlagen und sogar eine Baseball-Mannschaft (Los Angeles Dodgers) besitzt. Die Herzstücke dieses Medienimperiums sind u. a. das Hollywood-Filmstudio 20th Century Fox und das US-amerikanische Fernsehnetzwerk Fox Broadcasting Company, das der Australier Murdoch 1985 erst nach Erlangung der US-Staatsbürgerschaft ins Leben rufen konnte. 1989 fasste er mit der Gründung von British Sky Broadcasting Fuß im europäischen Medienmarkt. Im asiatischen Markt ist Murdoch mit STAR TV vertreten, das mehr als 100 Millionen Zuschauer täglich hat.
Im Jahr 2005 kaufte Murdoch für 580 Millionen US-Dollar Myspace und verkaufte das soziale Netzwerk 2011 für 35 Millionen US-Dollar. Am 1. August 2007 konnte Murdoch zudem nach einer monatelangen Verhandlungsschlacht den bekannten US-Verlag Dow Jones übernehmen, zu dem unter anderem das weltweit bekannte Wall Street Journal gehört. Am 7. Dezember 2007 wurde bekannt, dass Murdochs Sohn James den Chefposten des Medienimperiums seines Vaters in Europa und Asien übernimmt.
Murdoch stellte News of the World nach einem Abhörskandal am 10. Juli 2011 ein. Wenige Tage später zog er auch das Übernahmeangebot für den Fernsehsender BSkyB zurück, an dem die News Corporation 39,1 Prozent der Aktienanteile hält.
Am 19. Juli 2011 wurden Murdoch und sein Sohn vor einem Untersuchungsausschuss des Unterhauses zu dem Abhörskandal befragt. Murdoch sagte dabei, dies sei ein Tag der größten Demut in seinem Leben gewesen.
Im September 2023 kündigte Murdoch an, dass er als Vorsitzender von Fox Corp. und News Corp. zurücktreten werde und in die Rolle eines emeritierten Vorstandsvorsitzenden zu wechseln. Die Leitung der beiden Unternehmen werde er an seinen Sohn Lachlan Murdoch übergeben.

## Politik

### US-amerikanische Politik
Murdoch betreibt den US-amerikanischen Fernsehkonzern Fox News, welcher als sehr konservativ und Republikaner-freundlich gilt.

### Britische Politik
Durch seine Zeitungen The Sun, die Times und vor allem die ehemalige News of the World und seinen Fernsehsender Sky hatte und hat Murdoch noch immer viel Einfluss auf die britische Politik. Er hatte am Anfang seines Engagement in Großbritannien ein Bündnis mit den Konservativen und deren Premierministern Margaret Thatcher und John Major. Diese verhalfen ihm auch dazu, seine Zeitungen zu kaufen, da es bis dahin ein Gesetz gab, das verhinderte, eine Zeitung zu 100 % zu kaufen. Dafür verhalf er den Konservativen, dies behauptet die Sun von sich selbst, bei den Unterhauswahlen 1992 zu einem knappen Sieg. Bei den Unterhauswahlen 1997 unterstützte er die Labour-Partei mit ihrem Vorsitzenden Tony Blair, die diese Wahl dann auch erdrutschartig gewann. Tony Blair wurde danach zum Premierminister ernannt. Durch die Unterstützung für Blair bekam Murdoch sehr viel Einfluss auf die britische Regierung; so war Blair einer der Befürworter des Irak-Krieges, welcher auch von Murdoch gewollt war. Bei den Unterhauswahlen 2010 zog er dann überraschend seine Unterstützung für die Labour-Regierung unter Premierminister Gordon Brown zurück und unterstützte dafür David Cameron und die Tories, die dann auch die Wahlen gewannen.

## Positionen

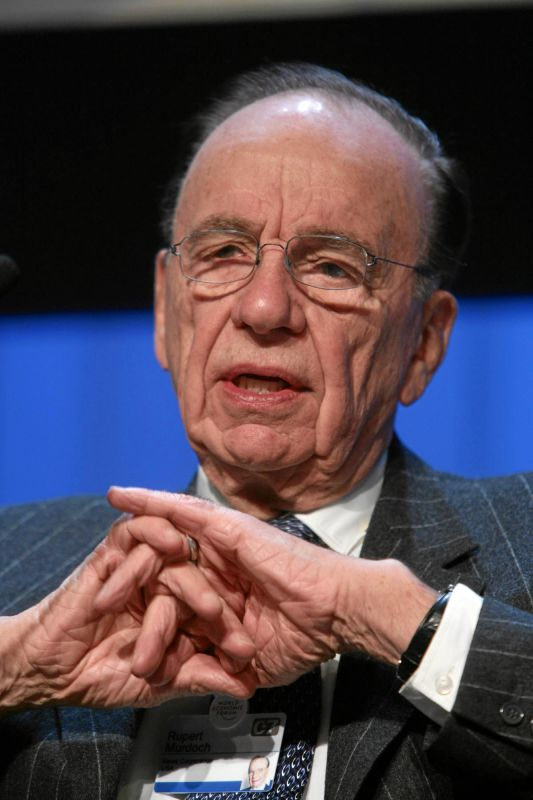
Rupert Murdoch (2007)

### Zionismus und Neokonservativismus
Murdoch ist für seine zionistische Grundhaltung bekannt, die sich auch in der Berichterstattung seiner Medien widerspiegelt. In einer Rede vor der Anti-Defamation League im Januar 2010 forderte Murdoch eine entschiedenere Unterstützung Israels durch die USA.

### Irak-Krieg
Am 26. Januar 2007 räumte Murdoch in einem Interview auf dem „World Economic Forum“ in Davos öffentlich ein, dass er aktiv versucht habe, die öffentliche Meinung zu Gunsten George W. Bushs Nahost-Politik zu beeinflussen.

### Brexit
Murdoch hat insbesondere über sein britisches Boulevardblatt The Sun 2016 die „Brexit“-Kampagne unterstützt.

### Klimawandel
Murdoch beschrieb sich selbst 2015 als „Klimawandelskeptiker, nicht als Leugner“ und bezeichnete im gleichen Atemzug Warnungen vor der globalen Erwärmung als „alarmistischen Nonsens“. Medien seines Konzerns versuchten in ihrer Berichterstattung z. B. den Zusammenhang der Großbrände in Australien 2019 mit dem Klimawandel zu verschleiern.

## In der Populärkultur
Jeffrey Archer nimmt Murdochs jahrelangen Machtkampf mit Robert Maxwell, das größte Medienimperium weltweit zu besitzen, zur Vorlage für seinen Roman „Imperium“. Den Angaben des Schriftstellers zufolge soll dieser zu 78 Prozent auf Tatsachen beruhen.
Die Fernsehserie Succession wird als Anspielung auf Rupert Murdoch und seine Familie gesehen.

## Kritik
Kritikern zufolge nutzt Murdoch die Medien in seinem Besitz zur Verbreitung konservativer Weltanschauungsmuster. Ihm wird zum Beispiel nachgesagt, die öffentliche Meinung in Großbritannien pro Brexit beeinflusst zu haben.
Murdoch-Medien machten ebenfalls Stimmung für den US-Präsidenten Donald Trump und verbreiteten die von ihm vielfach wiederholte Falschbehauptung, dass es bei der Präsidentschaftswahl in den Vereinigten Staaten 2020 einen groß angelegten Wahlbetrug gegeben habe und Trump die rechtmäßige Wiederwahl durch Joe Biden gestohlen worden sei. Der ehemalige australische Premierminister Malcolm Turnbull schrieb angesichts dieses Wirkens, dass Murdoch die US-amerikanische Demokratie über Fox News wahrscheinlich stärker beschädigt habe als jeder andere Mensch.
In der Amtszeit von Barack Obama befand sich das Weiße Haus in einem offenen Streit mit dem US-Nachrichtensender Fox News.
2004 erschien die Fox- und Murdoch-kritische Dokumentation „outfoxed“, in der unter anderem ein Ex-Fox-News-Mitarbeiter aufgedeckt hat, dass der Fox-News-Redaktion täglich ein Memo der Senderleitung gereicht wurde, das die Themen beinhaltete, die an diesem Tag behandelt werden sollten.

## Privatleben

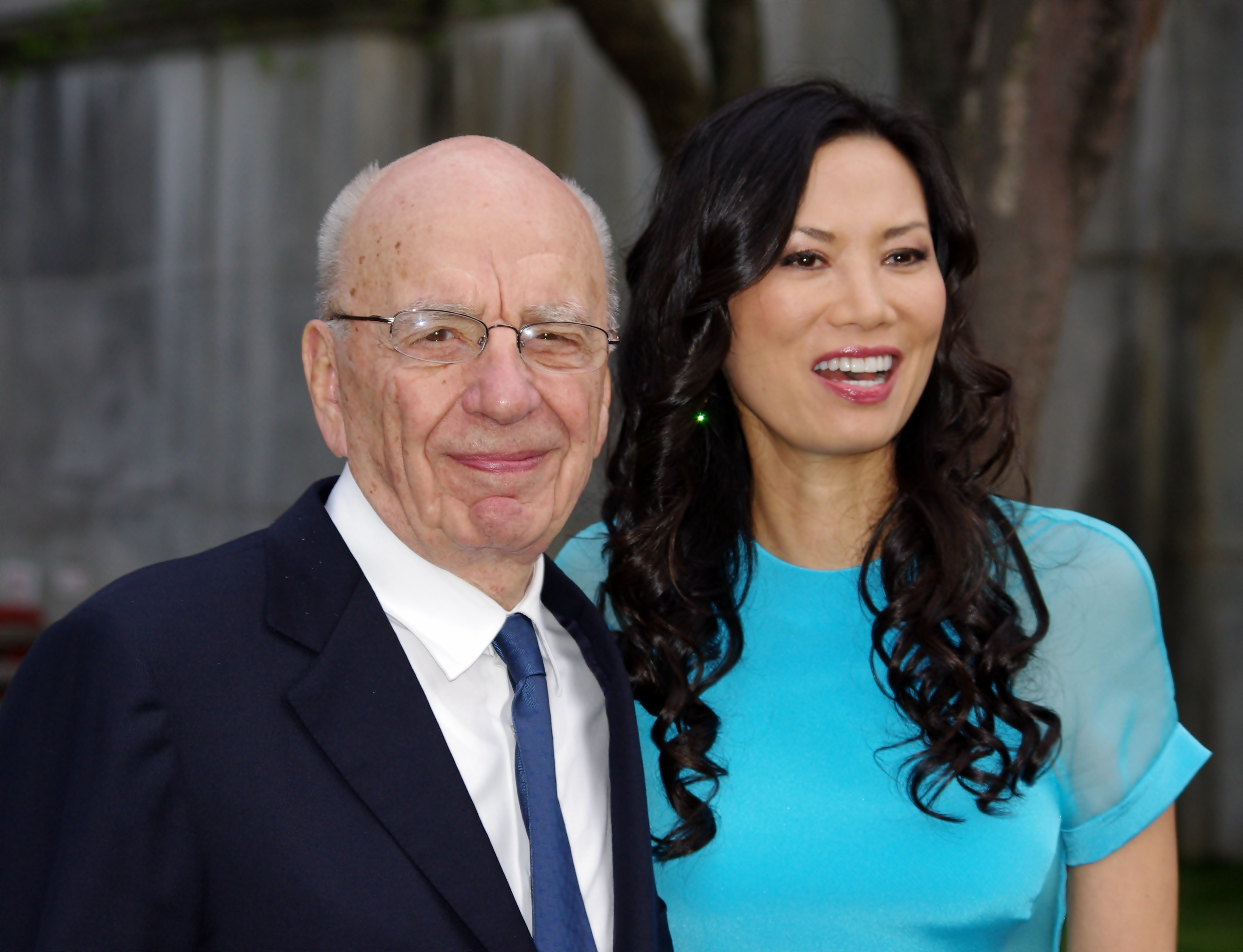
Rupert Murdoch und seine damalige Ehefrau Wendi (2011)

Rupert Murdoch war in erster Ehe mit Patricia Booker verheiratet, mit der er eine Tochter hat: Prudence MacLeod (* 1958). Seine zweite Ehefrau war Anna Murdoch Mann, geborene Torv. Aus der Ehe gingen drei Kinder hervor: Elisabeth Murdoch (* 1968), Lachlan Murdoch (* 1971) und James Murdoch (* 1972). Nach 32 Jahren Ehe ließ er sich 1999 von ihr scheiden. Torv erhielt eine Abfindung von 1,2 Milliarden Dollar, was bis zur Trennung von Jeff und McKenzie Bezos die teuerste vollzogene Scheidung war. Kurze Zeit danach heiratete er die 37 Jahre jüngere Chinesin Wendi Deng, von welcher er sich 2014 scheiden ließ. Aus der Ehe gingen zwei Töchter hervor. 2016 gab Murdoch seine Verlobung mit Jerry Hall bekannt, die er am 4. März 2016 in London ehelichte. Im August 2022 wurde die Ehe geschieden, nachdem Hall einen Monat zuvor die Scheidung wegen „unüberbrückbarer Differenzen“ eingereicht hatte. Am 1. Juni 2024 heiratete Murdoch die Molekularbiologin Elena Zhukova.

## Vermögen
Rupert Murdoch ist Multi-Milliardär. Gemäß der Forbes-Liste 2022 betrug sein Vermögen ca. 20,8 Milliarden US-Dollar. Damit belegt er Platz 76 auf der Forbes-Liste der reichsten Menschen der Welt. Murdoch hatte 121 Millionen Dollar in das gescheiterte Laborunternehmen Theranos von Elizabeth Holmes investiert.

## Auszeichnungen
Murdoch ist Ritter des päpstlichen Gregoriusordens.